# Johan Neeskens
Johan Neeskens (Heemstede, 1951. szeptember 15. – 2024. október 6.) kétszeres világbajnoki ezüstérmes holland labdarúgó, középpályás, edző.

## Pályafutása

### Klubcsapatban
1968-ban szülővárosában kezdte a labdarúgást, az RC Heemstede csapatában, ahol Rinus Michels figyelt fel a játékára és az Ajax csapatához szerződtette, ahol 1970 és 1974 között játszott. Tagja a három bajnokcsapatok Európa-kupáját nyerő csapatnak. 1974-ben az FC Barcelonához szerződik. A katalán csapattal 1978-ban spanyol kupa-győztes, a következő évben KEK-győztes. 1979 és 1984 között a Cosmos New York labdarúgója volt. Ezt követően már csak rövid ideig szerepelt egy-egy klubban, Hollandiában, az Egyesült Államokban és Svájcban. Az aktív labdarúgást 1991-ben a svájci FC Zug csapatánál fejezte be.

### A válogatottban

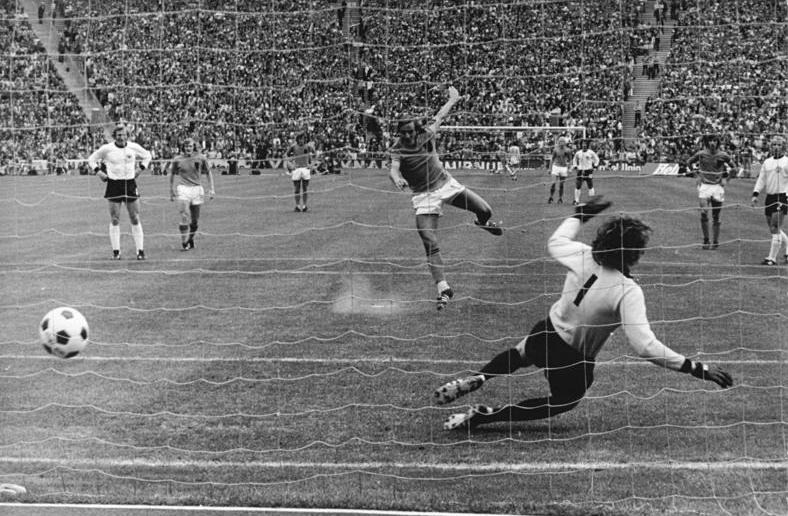
Neeskens megszerzi a vezetést az 1974-es labdarúgó-világbajnokság döntőjében az NSZK ellen

1970 és 1981 között 49 alkalommal szerepelt a holland válogatottban és 17 gólt szerzett. Két világbajnokságon vett részt (1974, 1978). Mindkét alkalommal tagja volt az ezüstérmes csapatnak. 1976-ban a jugoszláviai Európa-bajnokságon bronzérmet szerzett a holland válogatottal.

### Edzőként
Edzői pályafutását utolsó klubjánál az FC Zugnál kezdte. 1991 és 1996 között összesen három svájci csapatnál dolgozott. 1995 és 2000 között a holland labdarúgó-válogatott segédedzője volt. Először Guus Hiddink kérésére Frank Rijkaarddal és Ronald Koemannal együtt dolgozott az 1998-as világbajnoki selejtezők alkalmával és a franciaországi világbajnokságon a holland válogatottnál. Hiddink távozása után továbbra is segédedző maradt a válogatottnál Frank Rijkaard szövetségi kapitánysága alatt egészen 2000-es Európa-bajnokságig. 2000 és 2004 között a NEC Nijmegen vezetőedzője volt. 2005–06-ban az ausztrál labdarúgó-válogatott, majd két évig az FC Barcelona segédedzője volt. Ausztráliában Guus Hiddink, a katalán klubnál Frank Rijkaard segítője volt. 2008–09-ben a holland B-válogatott edzője volt. A 2009–10-es idényben a török Galatasaray segédedzője volt Rijkaard mellett.

## Sikerei, díjai

### Játékosként
- Világbajnokság
  - ezüstérmes: 1974 – NSZK, 1978 - Argentína
- Európa-bajnokság
  - bronzérmes: 1976 – Jugoszlávia
- Holland bajnokság
  - bajnok: 1971–72, 1972–73
- Holland kupa
  - győztes: 1971, 1972
- Spanyol kupa
  - győztes: 1978
- Bajnokcsapatok Európa-kupája (BEK)
  - győztes: 1970–71, 1971–72, 1972–73
- Kupagyőztesek Európa-kupája (KEK)
  - győztes: 1978–79
- UEFA-szuperkupa
  - győztes: 1972, 1973
- Interkontinentális kupa
  - győztes: 1972
- FIFA 100 (2004)

## Statisztika

### Mérkőzései a holland válogatottban
| Hollandia | Hollandia            | Hollandia                                  | Hollandia     | Hollandia | Hollandia      | Hollandia      | Hollandia | Hollandia             |
| #         | Dátum                | Helyszín                                   | Hazai         | Eredmény  | Vendég         | Kiírás         | Gólok     | Esemény               |
| --------- | -------------------- | ------------------------------------------ | ------------- | --------- | -------------- | -------------- | --------- | --------------------- |
| 1.        | 1970. november 11.   | Drezda, Rudolf Harbig Stadion              | NDK           | 1 – 0     | Hollandia      | Eb-selejtező   | -         |                       |
| 2.        | 1970. december 2.    | Amszterdam, Olimpiai Stadion               | Hollandia     | 2 – 0     | Románia        | barátságos     | -         |                       |
| 3.        | 1971. február 24.    | Rotterdam, Feijenoord Stadion              | Hollandia     | 6 – 0     | Luxemburg      | Eb-selejtező   | -         |                       |
| 4.        | 1971. április 4.     | Split, Stadion pod Marjanom                | Jugoszlávia   | 2 – 0     | Hollandia      | Eb-selejtező   | -         |                       |
| 5.        | 1971. december 1.    | Amszterdam, Olimpiai Stadion               | Hollandia     | 2 – 1     | Skócia         | barátságos     | -         |                       |
| 6.        | 1972. február 16.    | Pireusz, Karaiszkákisz Stadion             | Görögország   | 0 – 5     | Hollandia      | barátságos     | 1         | 60'                   |
| 7.        | 1972. augusztus 30.  | Prága, Stadion Letná                       | Csehszlovákia | 1 – 2     | Hollandia      | barátságos     | 1         | 47'                   |
| 8.        | 1972. november 1.    | Rotterdam, Feijenoord Stadion              | Hollandia     | 9 – 0     | Norvégia       | vb-selejtező   | 3         | 31' 51' 63'           |
| 9.        | 1972. november 19.   | Antwerpen, Bosuilstadion                   | Belgium       | 0 – 0     | Hollandia      | vb-selejtező   | -         |                       |
| 10.       | 1973. május 2.       | Amszterdam, Olimpiai Stadion               | Hollandia     | 3 – 2     | Spanyolország  | barátságos     | -         |                       |
| 11.       | 1973. augusztus 22.  | Amszterdam, Stadion De Meer                | Hollandia     | 5 – 0     | Izland         | vb-selejtező   | -         |                       |
| 12.       | 1973. augusztus 29.  | Deventer, De Adelaarshorst                 | Izland        | 1 – 8     | Hollandia      | vb-selejtező   | 1         | 24'                   |
| 13.       | 1973. október 10.    | Rotterdam, Feijenoord Stadion              | Hollandia     | 1 – 1     | Lengyelország  | barátságos     | -         | 78'                   |
| 14.       | 1973. november 18.   | Amszterdam, Olimpiai Stadion               | Hollandia     | 0 – 0     | Belgium        | vb-selejtező   | -         |                       |
| 15.       | 1974. március 27.    | Rotterdam, Feijenoord Stadion              | Hollandia     | 1 – 1     | Ausztria       | barátságos     | -         | 70'                   |
| 16.       | 1974. május 26.      | Amszterdam, Olimpiai Stadion               | Hollandia     | 4 – 1     | Argentína      | barátságos     | 1         | 29' (11-esből) 62'    |
| 17.       | 1974. június 5.      | Rotterdam, Feijenoord Stadion              | Hollandia     | 0 – 0     | Románia        | barátságos     | -         | 65'                   |
| 18.       | 1974. június 15.     | Hannover, Niedersachsenstadion (FRG)       | Uruguay       | 0 – 2     | Hollandia      | vb-csoportkör  | -         |                       |
| 19.       | 1974. június 19.     | Dortmund, Westfalenstadion (FRG)           | Hollandia     | 0 – 0     | Svédország     | vb-csoportkör  | -         |                       |
| 20.       | 1974. június 23.     | Dortmund, Westfalenstadion (FRG)           | Bulgária      | 1 – 4     | Hollandia      | vb-csoportkör  | 2         | 6' (11-esből) 45' 79' |
| 21.       | 1974. június 26.     | Gelsenkirchen, Parkstadion (FRG)           | Argentína     | 0 – 4     | Hollandia      | vb-középdöntő  | -         |                       |
| 22.       | 1974. június 30.     | Gelsenkirchen, Parkstadion (FRG)           | NDK           | 0 – 2     | Hollandia      | vb-középdöntő  | 1         | 8'                    |
| 23.       | 1974. július 3.      | Dortmund, Westfalenstadion (FRG)           | Brazília      | 0 – 2     | Hollandia      | vb-középdöntő  | 1         | 50' 84'               |
| 24.       | 1974. július 7.      | München, Olimpiai Stadion                  | NSZK          | 2 – 1     | Hollandia      | vb-döntő       | 1         | 2' (11-esből) 40'     |
| 25.       | 1974. szeptember 4.  | Stockholm, Råsunda Stadion                 | Svédország    | 1 – 5     | Hollandia      | barátságos     | 2         | 46' 75'               |
| 26.       | 1974. szeptember 25. | Helsinki, Olimpiai Stadion                 | Finnország    | 1 – 3     | Hollandia      | Eb-selejtező   | 1         | 51'                   |
| 27.       | 1974. november 20.   | Rotterdam, Feijenoord Stadion              | Hollandia     | 3 – 1     | Olaszország    | Eb-selejtező   | -         |                       |
| 28.       | 1975. május 31.      | Belgrád, JNA Stadion                       | Jugoszlávia   | 3 – 0     | Hollandia      | barátságos     | -         |                       |
| 29.       | 1975. szeptember 10. | Chorzów, Stadion Śląski                    | Lengyelország | 4 – 1     | Hollandia      | Eb-selejtező   | -         |                       |
| 30.       | 1975. október 15.    | Amszterdam, Olimpiai Stadion               | Hollandia     | 3 – 0     | Lengyelország  | Eb-selejtező   | 1         | 14'                   |
| 31.       | 1976. április 25.    | Rotterdam, Feijenoord Stadion              | Hollandia     | 5 – 0     | Belgium        | Eb-negyeddöntő | 1         | 80' (11-esből) 84'    |
| 32.       | 1976. május 22.      | Brüsszel, Heysel Stadion                   | Belgium       | 1 – 2     | Hollandia      | Eb-negyeddöntő | -         |                       |
| 33.       | 1976. június 16.     | Zágráb, Maksimir Stadion (YUG)             | Csehszlovákia | 3 – 1     | Hollandia      | Eb-elődöntő    | -         |                       |
| 34.       | 1976. október 13.    | Rotterdam, Feijenoord Stadion              | Hollandia     | 2 – 2     | Észak-Írország | vb-selejtező   | -         |                       |
| 35.       | 1977. február 9.     | London, Wembley Stadion                    | Anglia        | 0 – 2     | Hollandia      | barátságos     | -         |                       |
| 36.       | 1977. március 26.    | Antwerpen, Bosuilstadion                   | Belgium       | 0 – 2     | Hollandia      | vb-selejtező   | -         |                       |
| 37.       | 1977. október 26.    | Amszterdam, Olimpiai Stadion               | Hollandia     | 1 – 0     | Belgium        | vb-selejtező   | -         |                       |
| 38.       | 1978. május 20.      | Bécs, Práter Stadion                       | Ausztria      | 0 – 1     | Hollandia      | barátságos     | -         |                       |
| 39.       | 1978. június 3.      | Mendoza, Estadio Malvinas Argentinas (ARG) | Irán          | 0 – 3     | Hollandia      | vb-csoportkör  | -         |                       |
| 40.       | 1978. június 7.      | Mendoza, Estadio Malvinas Argentinas (ARG) | Peru          | 0 – 0     | Hollandia      | vb-csoportkör  | -         | 68'                   |
| 41.       | 1978. június 11.     | Mendoza, Estadio Malvinas Argentinas (ARG) | Hollandia     | 2 – 3     | Skócia         | vb-csoportkör  | -         | 10'                   |
| 42.       | 1978. június 21.     | Buenos Aires, Estadio Monumental (ARG)     | Olaszország   | 1 – 2     | Hollandia      | vb-középdöntő  | -         |                       |
| 43.       | 1978. június 25.     | Buenos Aires, Estadio Monumental           | Argentína     | 3 – 1     | Hollandia      | vb-döntő       | -         |                       |
| 44.       | 1978. november 15.   | Rotterdam, Feijenoord Stadion              | Hollandia     | 3 – 0     | NDK            | Eb-selejtező   | -         | 46'                   |
| 45.       | 1978. december 20.   | Düsseldorf, Rheinstadion                   | NSZK          | 3 – 1     | Hollandia      | barátságos     | -         |                       |
| 46.       | 1979. március 28.    | Eindhoven, Philips Sportpark               | Hollandia     | 3 – 0     | Svájc          | Eb-selejtező   | -         |                       |
| 47.       | 1979. május 22.      | Bern, Wankdorfstadion (SUI)                | Argentína     | 0 – 0     | Hollandia      | barátságos     | -         |                       |
| 48.       | 1981. október 14.    | Rotterdam, Feijenoord Stadion              | Hollandia     | 3 – 0     | Belgium        | vb-selejtező   | -         |                       |
| 49.       | 1981. november 18.   | Párizs, Parc des Princes                   | Franciaország | 2 – 0     | Hollandia      | vb-selejtező   | -         |                       |
|           | Összesen             |                                            |               | 49        | mérkőzés       |                | 17        | gól                   |